# 냉전 연표

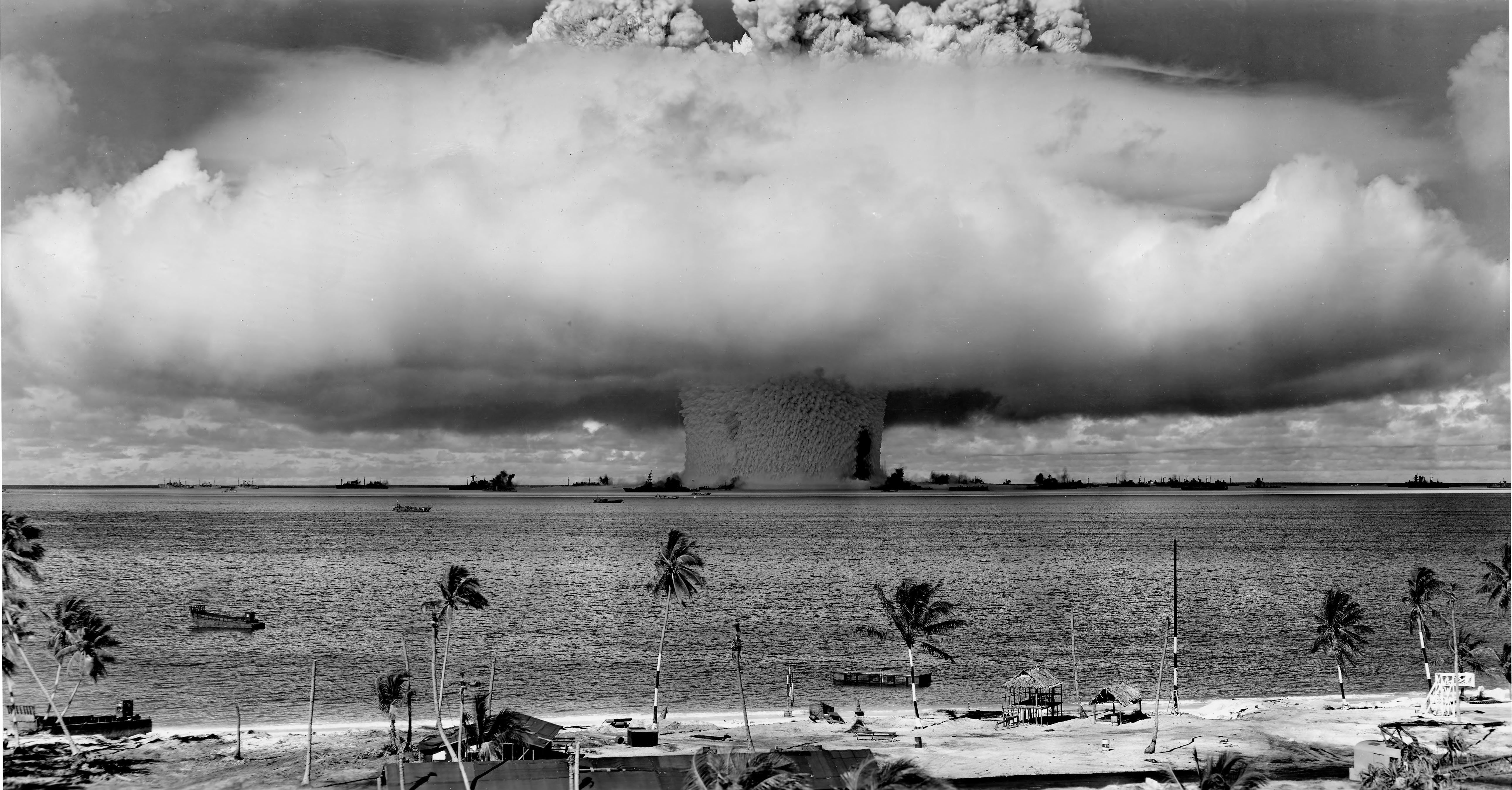

냉전의 연표이다.

## 1940년대

### 1945년
- 2월 4일-11일: 소련의 크림 반도에서 프랭클린 D. 루스벨트 대통령, 윈스턴 처칠 총리, 이오시프 스탈린 서기장 간의 얄타 회담. 주요 논제는 전후 독일의 지위. 제2차 세계 대전의 연합국들인 미국, 소련, 영국, 프랑스가 독일을 4개 점령 지역으로 분할. 연합국들은 폴란드 등의 나치 독일에게 점령된 모든 국가들에게 자유 선거가 이루어져야 한다는 것에 합의. 국제 연합으로 실패한 국제 연맹을 대체하기로도 합의.[1]
- 3월-4월: 이오시프 스탈린이 폴란드에서 미국과 영국의 개입을 배제하고 폴란드를 공산화하자 미국과 영국이 반발.[2]
- 3월-4월: 이오시프 스탈린이 스위스 주재 미국 전략사무국이 독일군과 항복 협상을 하고 있다는 보고에 격분. 이오시프 스탈린은 모든 협상에 소련 측 장군을 참석시킬 것을 요구. 프랭클린 D. 루스벨트는 보고에 대해 완강히 부인하지만, 스위스에서의 작전을 중단. 소련 측 장군이 이탈리아에서의 항복 협상에 참석.[3]
- 4월 12일: 프랭클린 D. 루스벨트 사망. 부통령 해리 S. 트루먼이 당시의 외교적 노력에 대한 지식이 거의 없고, 원자폭탄에 대한 지식이 전무하며, 소련에 대한 편견을 가진 상태에서 대통령직을 맡게 됨.[4]
- 7월 24일: 포츠담 회담에서 해리 S. 트루먼이 이오시프 스탈린에게 미국이 핵무기를 보유했다고 전함.[5]
- 8월 6일: 해리 S. 트루먼이 일본 히로시마에 최초의 원자폭탄 실전 사용을 허가.
- 8월 8일: 소련이 유럽에서의 승전 이후 세 달 안에 일본에 선전포고를 하기로 한 합의를 지켜, 만주국을 침공.
- 8월 9일: 일본이 최후통첩에 반응하지 않자, 해리 S. 트루먼이 일본 나가사키에 두 번째 원자폭탄 실전 사용을 허가.
- 9월 2일: 일본이 미국에 무조건 항복하고 미국의 더글러스 맥아더 장군이 소련 등의 다른 연합국들의 개입을 배재한 채 일본을 점령.[6]

### 1946년
- 1월: 중국 공산당과 국민당 간 제2차 국공 내전 시작.
- 1월 7일: 오스트리아가 1937년의 영토대로 재건되나, 미국, 영국, 프랑스, 소련 4개국의 점령 지역으로 분할됨.
- 1월 11일: 엔베르 호자가 알바니아 인민공화국을 선언하고 총리로 집권.
- 2월 9일: 이오시프 스탈린이 재선 연설에서 미래의 자본주의 및 제국주의와의 전쟁은 불가피하다고 주장.[7]
- 3월: 그리스 왕국과 그리스 공산당 간 그리스 내전 시작.
- 3월 2일: 영국군이 이란 남부의 점령지에서 철수. 이란 북부에는 소련군이 계속 주둔.
- 3월 5일: 윈스턴 처칠이 유럽에서의 철의 장막을 경고.
- 4월 5일: 소련군이 이란에서 철수.
- 7월 4일: 필리핀이 미국으로부터 독립하고, 공산주의 후크발라합 반군과의 전투를 시작.
- 9월 6일: 국민 투표를 통해, 불가리아에서 시메온 2세가 퇴위하고 불가리아 인민공화국이 수립됨. 서방 국가들은 국민 투표에 결함이 있다고 일축.[8]
- 9월 24일: 프랑스군이 프랑스령 인도차이나에 상륙하면서 제1차 인도차이나 전쟁 시작. 프랑스군은 독립을 원하는 공산주의 비엣민의 저항을 받음.

### 1947년
- 1월 1일: 독일의 미군 및 영국군 점령 지역이 통합됨.
- 3월 12일: 해리 S. 트루먼이 그리스와 터키가 소련의 영향권으로 넘어가는 것을 막기 위해 트루먼 독트린을 선포하고 그리스와 터키에 원조를 제공하기 시작.
- 4월 16일: 버나드 바루흐가 사우스캐롤라이나주 하원에서의 연설에서 미국과 소련 간 관계를 묘사하기 위해 "냉전"이라는 용어를 사용.
- 5월 22일: 미국이 그리스와 터키에 제공하는 원조를 4억 달러로 확대하면서 지중해에서 공산주의를 봉쇄하려는 의도를 드러냄.
- 6월 5일: 조지 마셜 국무장관이 전쟁으로 파괴된 서유럽의 경제적 지원을 위한 종합적 계획안을 입안. 마셜 플랜이 만들어짐.
- 8월 14일: 인도와 파키스탄이 영국으로부터 독립.
- 9월: 소련에서 영향권 내의 지도자들과 공산주의 정당들의 활동을 지도하는 기구로 코민포름이 설립됨.
- 11월 14일: 유엔에서 한반도에서의 외국 군대 철수, 남북한 지역의 행정 기구에서의 자유 선거, 한반도의 통일을 위한 유엔 위원회의 설립을 위한 결의안이 통과됨.
- 12월 30일: 루마니아에서 게오르게 게오르기우데지에 의해 미하이 1세가 퇴위, 왕정이 폐지되고 루마니아 인민공화국이 수립됨.

### 1948년
- 2월 25일: 체코슬로바키아 쿠데타로 공산당이 집권.
- 4월 3일: 해리 S. 트루먼이 마셜 플랜에 서명. 미국은 마셜 플랜의 종료시까지 서유럽 국가들에 124억 달러를 지원.
- 5월 10일: 좌익에서 불참한 채 진행된 대한민국 제헌 국회의원 선거에서 이승만이 국회의장으로, 이후 대통령으로 당선.
- 6월 18일: 말라야 연방에서 말레이시아 비상사태 시작.
- 6월 24일: 이오시프 스탈린이 미국, 영국, 프랑스 병력을 베를린에 고립시키기 위해 독일 서부에서 베를린으로 향하는 모든 육로를 봉쇄하는 베를린 봉쇄를 명령. 이에 대해, 서방 3국은 베를린 시민을 위해 베를린 공수를 실시.
- 6월 28일: 소련이 그리스 내전에 대한 유고슬라비아의 태도를 이유로 유고슬라비아를 코민포름에서 제명.
- 6월 28일-1949년 5월 11일: 베를린 공수로 소련의 서베를린 봉쇄가 무력화됨.
- 9월 9일: 소련이 김일성을 수상으로 한 조선민주주의인민공화국을 한반도의 유일 합법 정부로 승인.
- 11월 20일: 선양 주재 미국 영사가 중국 공산당의 인질로 잡힘. 사태는 한 해 동안 지속되어, 새로 성립된 중화인민공화국의 대미 관계가 심각하게 악화.

### 1949년
- 4월 4일: 공산주의의 팽창을 저지하기 위해, 네덜란드, 노르웨이, 덴마크, 룩셈부르크, 미국, 벨기에, 아이슬란드, 영국, 이탈리아, 캐나다, 포르투갈, 프랑스가 북대서양 조약 기구를 설립.
- 5월 11일: 베를린으로의 육로 운송이 재개되면서 베를린 봉쇄 종결. 베를린 공수는 소련이 봉쇄를 재개할 경우에 대비해 9월까지 지속됨.
- 5월 23일: 독일 연방 공화국이 본을 수도로 하여 수립.
- 8월 29일: 소련 최초의 핵무기 실험. RDS-1 실험이 성공하여 소련이 두 번째 핵무기 보유국이 됨.[9]
- 9월 13일: 소련이 실론, 아이슬란드, 요르단, 이탈리아, 포르투갈, 핀란드의 유엔 가입에 거부권을 행사.
- 9월 15일: 콘라트 아데나워가 초대 독일 연방 공화국 총리로 취임.[10]
- 10월 1일: 마오쩌둥이 중화인민공화국 수립을 선언, 세계 인구의 4분의 1이 공산권에 편입됨.
- 10월 7일: 독일의 소련군 점령 지역에서 독일 민주 공화국이 동베를린을 수도로 하여 수립.
- 10월 16일: 그리스 내전 종결, 최초로 공산주의 봉쇄 성공.
- 12월 27일: 네덜란드가 수카르노를 초대 대통령으로 한 인도네시아 합중국의 자치를 허가.[11]

## 1950년대

### 1950년
- 1월 5일: 영국이 중화인민공화국을 승인. 중화민국이 영국과 단교.
- 1월 19일: 중국이 베트남의 독립을 승인.
- 2월 14일: 소련이 중화인민공화국과 중소 우호 동맹 상호 원조 조약에 조인.
- 4월 7일: 미국 국무부에서 작성한 NSC-68 보고서에서, 미국 외교정책의 중점을 봉쇄 정책에 둘 것을 주장. NSC-68은 이후 20년 간 미국 외교정책에 적용됨.
- 5월 9일: 로베르 쉬망이 유럽 통합에 대한 자신의 염원을 언급. 쉬망 선언은 유럽 경제 공동체 설립의 단초가 됨.
- 6월 25일: 조선민주주의인민공화국이 대한민국을 침공하여 한국 전쟁을 개전. 소련은 중화인민공화국의 유엔 안전 보장 이사회 상임 이사국 지위 문제로 인해 유엔 안전 보장 이사회에 불참하여 유엔사령부 설립에 거부권을 행사하지 못함.
- 7월 4일: 유엔군과 조선인민군 간 최초의 교전인 오산 전투. 조선인민군의 공세를 저지하는 데 실패하여 부산 교두보 전투 이전까지 퇴각.
- 9월 15일: 유엔군의 인천 상륙 작전. 유엔군은 조선인민군을 패배시키고 내륙으로 진격해 서울을 수복.
- 10월 1일: 유엔군이 38도선을 돌파해 북진.
- 10월 19일: 유엔군이 평양을 함락.
- 10월 19일: 중국인민지원군 300,000 병력이 압록강을 도하해 기습.

### 1951년
- 1월 4일: 중국인민지원군이 서울을 점령.
- 3월 14일: 유엔군이 서울을 수복. 유엔군은 38도선까지 진격하여 3월 말까지 방어선을 구축.
- 3월 29일: 로젠버그 부부가 제2차 세계 대전 중 및 전후에 핵무기 기밀을 소련으로 반출한 데 대해 간첩 혐의로 유죄가 선고됨. 사형은 1953년 6월 19일 집행됨.
- 4월 11일: 해리 S. 트루먼이 더글러스 맥아더를 한국 전쟁 사령관에서 해임.
- 4월 18일: 파리 조약으로 유럽 석탄 철강 공동체 설립.
- 9월 1일: 뉴질랜드, 미국, 오스트레일리아가 태평양 안전 보장 조약에 조인. 조약에 따라 3국은 태평양에서의 안전 보장에 대해 서로 협력하게 됨.
- 10월 10일: 해리 S. 트루먼이 국회에서 유고슬라비아에 대한 군사적 및 경제적 지원을 논의.

### 1952년
- 4월 28일: 1951년 9월 8일 조인된 샌프란시스코 강화 조약 발효와 동시에 일본이 중일화평조약에 조인하면서, 일본의 군정기가 종결되고, 일본이 주권 국가 지위를 회복.
- 6월: 미국 전략공군사령부에서 콘베어 B-36, 보잉 B-47 스트래토젯 등의 장거리 핵폭격기를 프랑스령 모로코 등에 있는 해외 기지에 배치하면서, 모스크바를 직접 타격권 안에 둠.
- 6월 14일: 미국에서 세계 최초의 원자력 잠수함인 USS 노틸러스 건조 시작.
- 6월 30일: 유럽의 산업 생산량이 1948년 수준을 상회하면서 마셜 플랜 종결.
- 7월 23일: 이집트에서 가말 압델 나세르가 파루크 1세에 대항한 쿠데타를 시작.
- 10월 2일: 영국의 원자폭탄 실험 성공. 영국이 세 번째 핵무기 보유국이 됨.
- 11월 1일: 미국에서 최초의 수소폭탄인 아이비 마이크 실험.

### 1953년
- 1월 20일: 드와이트 D. 아이젠하워가 대통령에 취임, 존 포스터 덜레스를 국무장관으로 임명.
- 3월 5일: 이오시프 스탈린 사망, 후계자들의 권력투쟁의 단초를 놓음. 북대서양 조약 기구 내에서 소련과의 외교관계 재정립 가능성에 대해 논의.[12]
- 6월 17일: 동독 폭동 사태가 소련군에 의해 진압됨.[13]
- 7월 27일: 드와이트 D. 아이젠하워가 한국 전쟁에서의 핵무기 사용 가능성을 언급한 후 한국 군사 정전에 관한 협정이 조인됨.[14]
- 8월 19일: 미국 중앙정보국과 영국 비밀정보부가 지원한 쿠데타로 모하마드 레자 팔라비가 권력을 잡고 모하마드 모사데그가 실각. 쿠데타는 이란의 석유 산업 국유화와 공산권 편입에 대한 우려로 인해 진행됨.
- 9월 14일: 니키타 흐루쇼프가 소련 공산당 서기장으로 집권. 정적 라브렌티 베리야는 12월에 처형됨.

### 1954년
- 1월 21일: 미국에서 세계 최초의 원자력 잠수함인 USS 노틸러스 진수. 원자력 잠수함으로 궁극적 핵 억제력 확보.
- 5월 7일: 디엔비엔푸 전투에서 프랑스군이 비엣민에 패배. 프랑스군이 프랑스령 인도차이나에서 철수하고, 라오스, 캄보디아, 베트남 민주 공화국, 베트남 공화국 4개국이 독립. 제네바 회담에서 베트남 통일을 위한 자유 선거가 합의되었으나, 서방 강대국들은 비엣민이 승리할 가능성을 우려해 선거를 거부.
- 5월: 필리핀 후크발라합 반군이 진압됨.
- 6월 27일: 과테말라의 좌익 정부가 미국 중앙정보국이 지원한 쿠데타로 전복됨. 불안정한 우익 정부가 집권. 사회주의 반군에 의한 게릴라전으로 양측에서 심각한 인권 침해가 이루어짐. 우익 정부는 냉전 종결시까지 유지.
- 9월 3일: 중화인민공화국이 중화민국의 섬을 포격하면서 제1차 타이완 해협 위기 시작. 미국은 중화민국을 지원.
- 9월 8일: 뉴질랜드, 미국, 영국, 오스트레일리아, 태국, 파키스탄, 프랑스, 필리핀이 동남아시아 조약 기구를 설립. 북대서양 조약 기구와 함께, 필리핀 및 인도차이나반도에서의 공산주의의 팽창을 저지하기 위해 설립.

### 1955년
- 2월 24일: 이라크, 이란, 터키, 파키스탄이 바그다드 조약 기구 설립. 중동에서의 공산주의의 팽창을 저지하기 위해 설립.
- 3월: 소련의 시리아 지원 시작. 시리아는 냉전 종결시까지 친소련으로 남음.
- 4월: 인도의 자와할랄 네루, 인도네시아의 수카르노, 유고슬라비아의 요시프 브로즈 티토, 이집트의 가말 압델 나세르, 가나의 콰메 은크루마 등에 의해 비동맹 운동이 설립됨. 비동맹 운동은 세계의 '위험한 양극화'에 대항하고 소국들에 의한 힘의 균형을 회복하는 것을 의도함. 주요 강대국 세력과 공식적으로 연계하거나 적대하지 않으려는 국가들의 국제 기구임.
- 5월 9일: 서독이 북대서양 조약 기구에 가입하고 재무장 시작.
- 5월 14일: 동독, 루마니아 인민공화국, 불가리아 인민공화국, 소련, 알바니아 인민공화국, 체코슬로바키아 사회주의 공화국, 폴란드 인민공화국, 헝가리 인민공화국이 바르샤바 조약 기구 설립. 북대서양 조약 기구에 대항하는 공산권의 군사 기구로 기능함.
- 5월 15일: 오스트리아가 중립화되며 연합군 점령이 종결.

### 1956년
- 2월 25일: 니키타 흐루쇼프가 소련 공산당 제20차 전당대회에서 연설. 연설은 스탈린 격하 운동의 단초가 됨.
- 6월 28일: 폴란드 포즈난에서 반공 시위가 유혈사태로 확산.
- 7월 26일: 가말 압델 나세르가 수에즈 운하를 국유화.
- 10월 23일: 헝가리 혁명. 헝가리인들이 친소련 정부에 대항해 봉기. 소련군이 혁명을 진압하고 공산 정권을 재수립.
- 10월 29일: 제2차 중동 전쟁. 영국, 이스라엘, 프랑스가 가말 압델 나세르 실각을 목표로 이집트를 침공. 국제적인 외교적 압박으로 침공 병력은 철수. 캐나다의 레스터 B. 피어슨이 유엔 평화유지군 파병을 주장. 레스터 B. 피어슨은 이에 대해 노벨 평화상을 수상, 이후 캐나다 총리로 당선.

### 1957년
- 1월 5일: 아이젠하워 독트린으로 미국이 아프가니스탄, 이란, 파키스탄을 공산주의로부터 방어하는 정책이 시작됨.
- 3월 2일: 조지프 매카시가 알코올 중독으로 병을 앓다 사망.
- 10월 4일: 스푸트니크 1호 발사.
- 11월 3일: 스푸트니크 2호가 최초로 생명체 라이카를 싣고 발사됨.

### 1958년
- 6월: 튀르키예에서 이란으로 화물을 운송하던 더글러스 DC-6 수송기가 격추됨. 승무원 9명은 일주일가량 후 소련에서 송환됨.[15]
- 7월 14일: 이라크에서 쿠데타로 친영국 왕정이 전복됨. 이라크가 소련으로부터 지원을 받기 시작. 이라크는 냉전 시기 소련과 가까운 관계를 유지.
- 7월 29일: 미국 항공우주국 설립.
- 8월 23일: 중화인민공화국이 진먼을 포격하면서 진먼 포격전 시작.
- 11월: 베를린 위기 시작, 니키타 흐루쇼프가 베를린에서의 서방 병력 철수를 요청.

### 1959년
- 1월 1일: 쿠바 혁명. 피델 카스트로가 쿠바에서 집권. 이후 수 년 동안 쿠바식 게릴라전이 라틴 아메리카 전역에서 발생.[16]
- 3월 24일: 이라크 신정부가 중앙 조약 기구를 탈퇴.
- 7월 24일: 모스크바에서 개최된 미국 전시회에서 리처드 닉슨 미국 부통령과 니키타 흐루쇼프가 양강의 눙력에 대해 공개적으로 논쟁. 이 대화는 부엌 논쟁으로 알려짐.
- 9월: 니키타 흐루쇼프가 13일 동안 방미.

## 1960년대

### 1960년
- 2월 13일: 알제리의 사하라 사막에서 프랑스 최초의 원자폭탄 실험 성공.
- 5월 1일: 미국의 비행사 프랜시스 게리 파워스 대위가 소련 상공에서 록히드 U-2로 고고도 비행 중 격추되는 U-2기 사건으로 드와이트 D. 아이젠하워를 당황하게 함.
- 6월: 중소 분쟁. 중화인민공화국이 독자적 공산주의 사상으로 소련과 영향력 경쟁을 시작하면서, 냉전의 세 번째 세력을 형성.
- 7월 12일: 말레이시아 비상사태 종결.

### 1961년
- 1월 3일: 드와이트 D. 아이젠하워가 쿠바와 단교.
- 1월 20일: 존 F. 케네디가 미국 대통령으로 취임.
- 2월 4일: 앙골라의 민족주의 및 공산주의 세력이 포르투갈에 대항한 독립 전쟁을 시작.
- 4월 12일: 소련에서 보스토크 1호 발사에 성공하면서 유리 가가린이 최초로 우주에 가서 지구 궤도 비행을 한 사람이 됨.
- 4월 17일-19일: 피그스 만 침공. 미국 중앙정보국이 지원한 반혁명 세력의 쿠바 침공이 실패.
- 6월 4일: 존 F. 케네디와 니키타 흐루쇼프가 빈에서 회담.
- 8월 13일: 독일 문제에 대한 회담이 결렬된 이후 베를린 장벽 건설이 시작됨.
- 10월 17일: 소련 공산당 제20차 전당대회 개최.
- 10월 27일: 미군과 소련군 전차들이 체크포인트 찰리에서 대치하기 시작.
- 10월 30일: 소련에서 역사상 가장 강력한 수소폭탄인, 핵출력 50메가톤의 차르 봄바를 실험.
- 12월 2일: 피델 카스트로가 자신이 마르크스-레닌주의자임을 공개적으로 선언.

### 1962년
- 2월 13일: 미국의 비행사 프랜시스 게리 파워스가 소련 국가보안위원회 소속 첩보원 루돌프 아벨과 교환됨.
- 7월 20일: 제네바 회담에서의 합의에 따라 라오스가 중립화되지만, 베트남 민주 공화국은 병력 철수를 거부.[17]
- 10월 20일: 인도-중국 전쟁 개전. 중화인민공화국이 국경 지대 여러 곳을 요구하며 인도를 공격.
- 10월 16일: 쿠바 미사일 위기. 소련이 쿠바에 핵무기를 포함한 군사 기지를 설치하기 시작. 존 F. 케네디는 쿠바 봉쇄를 명령해 위기를 격화시키고 미국과 소련 간 핵전쟁 직전에 다다름. 결국 양측이 서로 양보함. 소련은 쿠바에서 핵 탄도유도탄을 철수하고, 존 F. 케네디는 비밀 합의에 따라 터키와 이탈리아에서 탄도유도탄을 철수하면서, 미국이 쿠바를 공격하지 않을 것임을 보장.
- 11월 21일: 인도-중국 전쟁 종전. 중화인민공화국이 인도 영토 일부를 점령.

### 1963년
- 6월 20일: 미국이 소련과 핫라인을 설치해 직접 통신이 가능하게 하는 데 합의.
- 6월 21일: 프랑스가 북대서양 조약 기구에의 자국 해군 참여 중단을 선포.
- 6월 26일: 존 F. 케네디가 베를린에서 "나는 베를린 사람입니다"라고 연설.
- 8월 5일: 미국, 영국, 소련이 부분적 핵실험 금지 조약에 조인해, 지하를 제외한 장소에서의 핵실험을 금지.
- 11월 2일: 베트남 공화국 총통 응오딘지엠이 쿠데타로 살해됨. 미국 중앙정보국의 개입설이 제기됨.
- 11월 22일: 존 F. 케네디가 댈러스에서 저격당해 암살됨. 공산권 국가들이나 미국 중앙정보국 등의 개입설이 제기되었으나, 논쟁으로 남음. 부통령 린든 B. 존슨이 대통령직을 맡게 됨.

### 1964년
- 3월 31일-4월 1일: 브라질 쿠데타로 주앙 굴라르 대통령이 실각. 굴라르의 토지개혁과 경제 통제 강화 정책은 이전부터 공산주의적으로 비춰졌음.
- 5월 27일: 자와할랄 네루 사망.
- 8월 4일: 린든 B. 존슨이 베트남 민주 공화국 해군 함정들이 통킹만의 미국 구축함 2척에 발포했다고 주장. 첫 공격은 있었으나 미국 함정이 베트남 민주 공화국 영해에 진입한 뒤였으며, 두 번째 공격은 증거를 찾지 못함. 통킹 만 사건으로 통킹 만 결의가 통과되어 미국이 베트남 전쟁에 전면적으로 개입.
- 10월 14일: 레오니트 브레즈네프가 소련 공산당 서기장으로 집권.
- 10월 16일: 중화인민공화국 최초의 원자폭탄 실험 성공. 중화인민공화국이 다섯 번째 핵무기 보유국이 됨.

### 1966년
- 8월 26일: 남아프리카 국경 전쟁 시작.

### 1967년
- 3월 12일: 수하르토 장군이 수카르노를 실각시킴.
- 6월 5일: 이스라엘이 시나이 반도를 침공해 제3차 중동 전쟁을 개전.
- 6월 23일: 린든 B. 존슨이 알렉세이 코시긴과 회담.
- 8월 8일: 동남아시아 국가 연합 설립.
- 11월 29일: 로버트 맥나마라가 세계은행 총재가 되기 위해 미국 국방장관직 사임을 발표.

### 1968년
- 1월 30일: 구정 대공세 시작.
- 3월 31일: 린든 B. 존슨이 재선에 출마하지 않겠다고 선언.
- 7월 1일: 핵확산방지조약 조인.
- 8월 21일: 체코슬로바키아 사회주의 공화국의 프라하의 봄이 바르샤바 조약 기구와 소련군의 침공으로 진압됨.
- 12월 23일: 조선민주주의인민공화국이 USS 푸에블로 승조원들을 석방.

### 1969년
- 1월 20일: 리처드 닉슨이 미국 대통령으로 취임.
- 3월 2일: 중소 국경 분쟁.
- 7월 20일: 미국이 아폴로 11호로 최초의 유인 달 착륙에 성공. 닐 암스트롱, 버즈 올드린, 마이클 콜린스가 달을 탐사.
- 9월 1일: 무아마르 알 카다피가 리비아 왕정을 전복하고 영국인 및 미국인을 추방.

## 1970년대

### 1970년
- 3월 5일: 미국, 소련, 영국 등이 조인한 핵확산방지조약이 발효.
- 3월 18일: 론 놀이 캄보디아에서 집권. 크메르 루주와 베트남 민주 공화국은 베트남 민주 공화국 병력 주둔을 막으려는 론 놀 정권을 공격.
- 11월 3일: 살바도르 아옌데가 칠레 대통령으로 취임.

### 1971년
- 2월 8일: 베트남 공화국 육군이 호치민 통로를 차단하기 위해 라오스로 진입.
- 3월 26일: 방글라데시 독립 선언. 방글라데시 독립 전쟁 시작.
- 5월 15일: 안와르 사다트가 정부와 군에서 나세르주의자들을 추방하고, 이집트에서 소련군을 철수시킴.
- 9월: 에드워드 히스 총리에 의해 영국에서 소련 정보원 105명이 추방됨.
- 9월 11일: 니키타 흐루쇼프 사망.
- 10월 25일: 유엔 총회에서 유엔 총회 결의 제2758호가 통과되어, 중화인민공화국이 중국의 유일 합법 정부로 인정되고, 중화민국이 유엔을 탈퇴.
- 12월 3일: 파키스탄이 인도 비행장에 예방공세를 개시하면서 인도가 방글라데시 독립 전쟁에 개입.
- 12월 16일: 동파키스탄 주둔 파키스탄군 사령관이 방글라데시-인도 연합군에게 무조건 항복. 동구권 국가들이 방글라데시를 승인.

### 1972년
- 2월 21일: 리처드 닉슨의 중화인민공화국 방문으로, 중화인민공화국 수립 이후 최초의 미국 대통령 방중이 이루어짐.
- 3월 30일: 남베트남 민족해방전선이 베트남 공화국에서 공세를 시작, 베트남 공화국과 미국은 라인배커 작전으로 공세를 격퇴.
- 5월 26일: SALT I 협정 조인이 미국과 소련 간 데탕트의 시작을 알림.
- 9월 1일: 아이슬란드 레이캬비크에서의 체스 경기에서 보비 피셔가 보리스 스파스키에게서 승리해, 최초의 공식적 미국인 체스 챔피언이 됨.
- 9월 2일-28일: 캐나다와 소련 간 아이스하키 토너먼트.
- 9월 21일: 페르디난드 마르코스 필리핀 대통령이 공산주의의 위협에 대응한다는 이유로 계엄을 선포.

### 1973년
- 1월 27일: 파리 협정으로 미국의 베트남 전쟁 개입이 중단. 미국 국회에서는 인도차이나반도 폭격을 위한 예산을 삭감.
- 9월 11일: 칠레 쿠데타. 민주적으로 선출된 좌익 대통령 살바도르 아옌데가 아우구스토 피노체트 장군의 쿠데타로 실각하고 자살.
- 10월 6일: 욤키푸르 전쟁. 이집트와 시리아가 이스라엘을 침공. 전쟁은 평화 조약으로 종전.

### 1974년
- 8월 9일: 리처드 닉슨 사임으로 제럴드 포드가 미국 대통령직을 맡게 됨.
- 9월 12일: 에티오피아 제국의 친서방 황제 하일레 셀라시에가 마르크스주의 군부에 의해 실각.

### 1975년
- 4월 30일: 베트남 민주 공화국이 베트남 전쟁에서 승전. 사이공 함락과 함께 베트남 공화국 정부는 붕괴하고 남북은 공산 통일됨.
- 5월 12일: 크메르 루주가 미 해군 함정을 나포, 미국이 개입해 함정과 승조원을 구출.
- 6월 25일: 포르투갈이 앙골라와 모잠비크에서 철수하고, 이들 지역에 마르크스주의 정부가 수립됨. 앙골라 내전에 앙골라, 모잠비크, 남아프리카, 쿠바 등이 초강대국들의 지원을 받아 개입.
- 7월: 아폴로-소유스 시험 계획이 이루어짐. 최초로 미국과 소련의 합동 우주 계획이 이루어짐. 이 계획은 대탕트의 상징이자 "우주 경쟁"의 종결을 상징.
- 8월 1일: 유럽 안보 협력 기구에 대한 헬싱키 협정에 미국, 소련, 캐나다, 유럽 각국이 조인.

### 1976년
- 1월 8일: 저우언라이가 암으로 사망.
- 3월 24일: 아르헨티나 쿠데타 이후 아르헨티나를 거점으로 한 게릴라 세력에 대한 군사 작전이 시작됨.
- 9월 9일: 마오쩌둥 주석 사망.

### 1977년
- 1월 20일: 지미 카터가 미국 대통령으로 취임.
- 7월 13일: 소말리아가 에티오피아를 침공.

### 1978년
- 4월 28일: 아프가니스탄 공화국 대통령 무함마드 다우드가 공산주의 반군의 쿠데타로 암살됨.
- 4월 30일: 아프가니스탄 민주공화국 수립.

### 1979년
- 1월 7일: 베트남이 크메르 루주를 실각시키고 친베트남, 친소련 정부를 수립.
- 2월 11일: 이란 혁명으로 친서방 모하마드 레자 팔라비 샤가 퇴위, 루홀라 호메이니의 신정 정부가 수립됨. 이로 인해 중앙 조약 기구 해체.
- 2월 17일: 중국-베트남 전쟁. 중화인민공화국이 베트남의 캄보디아 침공에 반발하며 베트남 북부를 공격.
- 5월 4일: 마거릿 대처가 영국 총리로 취임. 영국 최초의 여성 총리가 됨.
- 6월 18일: 지미 카터와 레오니트 브레즈네프가 SALT II 협정에 조인, 핵무기에 대한 제한과 지침을 규정.
- 7월 3일: 지미 카터가 친소련 아프가니스탄 민주공화국에 대항하는 세력에 대한 경제적 지원 명령에 서명.[18]
- 7월 17일: 니카라과에서 마르크스주의 산디니스타 민족해방전선이 미국의 지원을 받는 소모사가 독재 정권을 전복. 이 직후 콘트라 반군이 일어남.
- 9월: 누르 무함마드 타라키 아프가니스탄 민주공화국 대통령이 실각 후 암살됨. 이후 하피줄라 아민이 집권.
- 11월 4일: 이란 혁명 도중 이란 학생들이 미국 대사관을 점거. 주이란 미국 대사관 인질 사건은 1981년 1월 20일까지 지속됨.
- 12월 12일: 북대서양 조약 기구가 탄도유도탄 상호 제한을 제안하면서, 합의가 결렬될 경우 서유럽에 중거리 탄도유도탄을 더 많이 배치하겠다고 언급.
- 12월 24일: 소련이 하피줄라 아민을 실각시키기 위해 소련–아프가니스탄 전쟁을 개전, 데탕트가 중단됨.

## 1980년대

### 1980년
- 5월 4일: 유고슬라비아 사회주의 연방공화국 대통령 요시프 브로즈 티토가 류블랴나에서 향년 88세로 사망.

### 1981년
- 1월 17일: 페르디난드 마르코스가 교황 요한 바오로 2세의 방문 준비를 위해 계엄을 해제.
- 1월 20일: 로널드 레이건이 미국 대통령으로 취임. 로널드 레이건은 데탕트를 위한 양보에 반대함.
- 1월 20일: 주이란 미국 대사관 인질 사건 종결.
- 8월 19일: 리비아 전투기가 자국이 불법적으로 영해에 편입한 시드라만의 미국 전투기를 공격. 리비아 전투기 2기가 격추됨. 미국 손실은 없음.
- 10월 27일: 소련 잠수함이 칼스크로나의 스웨덴 해군 기지 인근에서 항해.
- 12월 13일: 폴란드에서 보이치에흐 야루젤스키 장군이 연대자유노조 및 반대 세력을 진압하기 위해, 일상생활을 극단적으로 통제하는 계엄을 선포.

### 1982년
- 3월 22일: 로널드 레이건이 소련 정부가 시민들에 대한 기본적 인권의 침해를 중단해야 한다고 비난.[19][20]
- 4월 2일: 아르헨티나가 포클랜드 제도를 침공, 포클랜드 전쟁 개전.
- 5월 30일: 스페인이 북대서양 조약 기구에 가입.
- 6월 6일: 이스라엘이 레바논 주둔 시리아군을 철수시키기 위해 레바논을 침공, 레바논 전쟁을 개전.
- 6월 14일: 영국군이 포클랜드 제도를 수복. 포클랜드 전쟁 종전.
- 11월 10일: 레오니트 브레즈네프 사망.
- 11월 12일: 유리 안드로포프가 소련 공산당 서기장으로 취임.

### 1983년
- 3월 8일: 로널드 레이건이 연설에서 소련을 "악의 제국"이라 지칭.
- 3월 23일: 로널드 레이건이 전략방위구상을 발표.
- 7월 7일: 10세의 서맨사 스미스가 유리 안드로포프의 초대를 받아들어 그녀의 부모와 함께 소련을 방문. 서맨사 스미스가 유리 안드로포프에게 "전쟁을 하길 원하시나요?"라 쓴 편지가 소련의 프라우다 지에 실리고, 유리 안드로포프는 이에 답변하며 그녀를 소련에 초대. 이 유명한 사건은 소련과 미국 간 문화 교류로 이어짐.
- 8월 21일: 국회의원 베니그노 아키노 2세가 마닐라 국제공항에서 암살됨.
- 9월 1일: 269명을 태운 민항기 대한항공 007편이 소련 요격기에 의해 격추됨.
- 9월 26일: 소련의 핵무기 조기경보체계에서 다수의 미국 대륙간탄도유도탄을 보고. 소련 방공군 장교 스타니슬라프 페트로프가 거짓 경보를 확인. 이 결정으로 미국과 북대서양 조약 기구에 대한 정보 오류를 근거로 한 핵 반격과, 이로 인한 핵전쟁 및 수십억 명의 희생을 막을 수 있었음.
- 10월 25일: 미국이 마르크스주의 군사정권 전복, 쿠바 병력 철수, 소련이 지원한 비행장 건설 중단을 위해 그레나다를 침공.
- 11월 7일: 소련 방공군이 북대서양 조약 기구의 핵전쟁 훈련을 실제 공격을 위장한 것으로 오인. 이에 대응해, 소련 핵무기들에 경계 태세가 내려짐.

### 1984년
- 2월 13일: 콘스탄틴 체르넨코가 소련 공산당 서기장으로 취임.
- 8월 11일: 주간 라디오 연설 녹음 확인 도중, 로널드 레이건이 소련을 폭격하는 내용의 농담을 함. 농담은 방송되지 않았으나 언론에 보도됨. 소련군에 일시적으로 경계 태세가 내려짐.
- 10월 31일: 인디라 간디 암살.

### 1985년
- 3월 11일: 미하일 고르바초프가 소련 공산당 서기장으로 취임.
- 11월 19일: 로널드 레이건과 미하일 고르바초프가 스위스 제네바에서 회담을 하고, 회담을 더 갖기로 합의.

### 1986년
- 2월 25일: 필리핀에서 피플 파워 혁명으로 페르디난드 마르코스 실각. 코라손 아키노가 필리핀 최초의 여성 대통령으로 취임.
- 4월 15일: 미국의 리비아 공습.
- 4월 26일: 체르노빌 원자력 발전소 사고. 소련 우크라이나에서 원자력 발전소가 폭발, 역사상 최악의 원자력 발전소 사고 발생.
- 10월 11일-12일: 레이캬비크 정상회담. 핵무기 제한의 돌파구가 마련됨.
- 11월 3일: 이란-콘트라 사건. 로널드 레이건 정부가 인질 석방을 대가로 이란에 무기를 판매하고 그 자금으로 니카라과의 콘트라 반군을 불법적으로 지원한 것이 폭로됨.

### 1987년
- 2월 25일: 에스토니아 소비에트 사회주의 공화국에서 인광석 전쟁 시작.
- 6월 12일: 독일 베를린 방문 도중, 로널드 레이건이 미하일 고르바초프를 향해 공개적으로 "이 장벽을 허무시오!"라고 연설.
- 12월 8일: 중거리 핵전력 조약이 워싱턴 D.C.에서 로널드 레이건과 미하일 고르바초프에 의해 조인됨. 이 사건은 냉전의 종결으로 받아들여지기도 함. 미하일 고르바초프가 스타트 I 조인에 합의.

### 1988년
- 5월 11일: 소련으로 망명한 영국 정보원 킴 필비가 모스크바에서 사망.
- 5월 15일: 소련군의 아프가니스탄 철수 시작.
- 6월 1일: 중거리 핵전력 조약 발효.

### 1989년
- 1월 4일: 1981년의 사건과 비슷하게, 리비아 전투기가 자국이 불법적으로 영해에 편입한 시드라만의 미국 전투기를 공격. 리비아 전투기 2기가 격추됨. 미국 손실은 없음.
- 1월 20일: 조지 H. W. 부시가 미국 대통령으로 취임.
- 2월 15일: 소련군의 아프가니스탄 철수 완료.
- 6월 4일: 톈안먼 사건. 베이징에서의 시위가 중화인민공화국 정부에 의해 진압, 사망자 수는 확인되지 않음.
- 6월 4일: 폴란드 인민공화국 선거에서 폴란드 연합노동자당이 완패. 연대자유노조가 하원 전 의석과 상원 의석의 99%를 차지.
- 8월: 타데우시 마조비에츠키가 폴란드 총리로 선출되어, 동구권 최초로 공산주의가 아닌 정부가 수립됨.
- 10월 18일: 동독에서 에리히 호네커 서기장 실각.
- 10월 23일: 헝가리에서 다당제 개헌.
- 11월 9일: 동독 정치국 대변인 귄터 샤보브스키가 동베를린에서의 기자회견에서 새로운 출국 규제 완화 조치에 대해 안내받지 못한 상태에서, 국경 개방으로 잘못 발표해, 베를린 장벽이 붕괴.
- 12월 3일: 몰타 회담이 종료될 때, 미하일 고르바초프와 조지 H. W. 부시가 오랜 평화 시대의 시작을 선언. 대부분 냉전의 종결을 이 시점으로 봄.
- 12월 16일-27일: 루마니아 혁명. 시위대가 니콜라에 차우셰스쿠의 공산 정권을 전복시키고 그와 부인 엘레나 차우셰스쿠를 처형. 루마니아 사회주의 공화국은 동구권에서 유일하게 폭력적으로 공산 정권이 전복됨.
- 12월 20일: 미국의 파나마 침공.
- 12월 29일: 바츨라프 하벨이 체코슬로바키아 대통령으로 취임.

## 1990년대

### 1990년
- 3월 11일: 리투아니아가 소련으로부터 독립을 선언.
- 8월 2일: 이라크가 쿠웨이트를 침공, 걸프 전쟁을 개전.
- 10월 3일: 독일의 재통일.

### 1991년
- 2월 28일: 걸프 전쟁 종전.
- 7월: 바르샤바 조약 기구가 공식적으로 해체.
- 8월 19일: 8월 쿠데타.
- 12월 25일: 미하일 고르바초프가 소련의 대통령직을 사임. 모스크바 크렘린에서 낫과 망치가 마지막으로 내려감.
- 12월 26일: 소련 최고 소비에트에서 소련과 최고 소비에트 자체의 해체를 승인.
- 12월 31일: 연말연시에 소련의 모든 정부기관이 운영을 중단하고 소련의 붕괴와 함께 냉전이 종결.

### 1992년
- 4월 27일: 유고슬라비아 해체.
- 4월 28일: 아프가니스탄 민주공화국 붕괴.
- 12월 31일: 체코슬로바키아 해체.

## 같이 보기
- 냉전

## 더 읽어보기
- (영어) Arms, Thomas S. Encyclopedia of the Cold War (1994).
- (영어) Brune, Lester H. Chronology of the Cold War, 1917-1992 (Routledge, 2006) 720 pp of brief facts
- (영어) Hanes, Sharon M. and Richard C. Hanes. Cold War Almanac (2 vol 2003), 1460pp of brief facts
- (영어) Parrish, Thomas. The Cold War Encyclopedia (1996)
- (영어) Trahair, Richard C.S. and Robert Miller. Encyclopedia of Cold War Espionage, Spies, and Secret Operations (2012).
- (영어) Tucker, Spencer C. and Priscilla Mary Roberts, eds. The Encyclopedia of the Cold War: A Political, Social, and Military History (5 Vol., 2007).
- (영어) van Dijk, Ruud, ed. Encyclopedia of the Cold War (2 vol. 2017)